# Прусіново (Чарнковсько-Тшцянецький повіт)
Прусіново (пол. Prusinowo) — село в Польщі, у гміні Любаш Чарнковсько-Тшцянецького повіту Великопольського воєводства.
Населення — 210 осіб (2011).
У 1975-1998 роках село належало до Пільського воєводства.

## Демографія
Демографічна структура станом на 31 березня 2011 року:
|          | Загалом | Допрацездатний вік | Працездатний вік | Постпрацездатний вік |
| -------- | ------- | ------------------ | ---------------- | -------------------- |
| Чоловіки | 103     | 26                 | 67               | 10                   |
| Жінки    | 107     | 25                 | 56               | 26                   |
| Разом    | 210     | 51                 | 123              | 36                   |